# Mankicani
Mankicani è un singolo del gruppo musicale calabrese dei QuartAumentata, pubblicato nel 2024. Il titolo riprende una tipica esclamazione calabrese (lett. neanche i cani), a volte espressa con piccole variazioni (ad es. mancu li cani, manchicani, manch'i cani), indicante sorpresa e disapprovazione.

## Descrizione
La canzone è un'ironica riflessione sulla diffusa stupidità (a stortìa) che pervade il genere umano. Il protagonista, ormai esasperato dagli incontri quotidiani con persone sciocche (i stòrti), lancia un'invocazione di aiuto ai santi medici Cosma e Damiano, patroni di Riace, chiedendo loro di curare l'umanità dalla sua stoltezza.
In modo miracoloso, i due santi rispondono al protagonista: mentre San Damiano mostra una certa comprensione verso le sue pene, la risposta di San Cosma è più severa, distruggendo le speranze del protagonista con una dura verità: per questa "malattia" non è possibile far nulla, neanche Dio può salvare gli stolti!.
Il testo di "Mankicani" è stato scritto da Paolo Sofia e Filippo Musitano, mentre la musica è opera dello stesso Sofia. Il brano è stato registrato presso il Mama Mia Recording Studio e prodotto dai QuartAumentata.

## Musicisti
- Paolo Sofia - voce, cori
- Peppe Platani - basso
- Salvatore Gullace - bouzouki, chitarre
- Vincenzo Oppedisano - chitarra elettrica
- Fabio Palmitesta - mandola, chitarra elettrica
- Alfredo Verdini - percussioni
- Peppe Stilo - marranzano

## Video musicale
Il video musicale, diretto da Francesco Pileggi, alterna immagini tratte da un concerto del gruppo a Reggio Calabria (è possibile intravedere sullo sfondo i bastioni del locale Castello Aragonese), con scene registrate nella sala prove dei QuartaAumentata.